# Iridopagurus reticulatus
Iridopagurus reticulatus is een tienpotigensoort uit de familie van de Paguridae. De wetenschappelijke naam van de soort is voor het eerst geldig gepubliceerd in 1983 door García-Gómez.